# 13003 Dickbeasley
13003 Dickbeasley eller 1982 FN är en asteroid i huvudbältet som upptäcktes den 21 mars 1982 av den amerikanske astronomen Edward L.G. Bowell vid Anderson Mesa Station. Den är uppkallad efter Richard E. Beasley.
Asteroiden har en diameter på ungefär 8 kilometer.